# روز پنجم
روز پنجم یا پنجمین روز صلح (انگلیسی: The Fifth Day of Peace) فیلمی به کارگردانی جولیانو مونتالدو است که در سال ۱۹۷۰ منتشر شد. از بازیگران آن می‌توان به ریچارد جانسون، فرانکو نرو، مایکل گودلیف، باد اسپنسر و رناتو رومانو اشاره کرد.
این فیلم دو دوبله دارد ، در ایران با نام روز پنجم توسط صدا و سیما دوبله و پخش شده ، دوبله دیگری هم برای این فیلم منتشر شده.